# FK Dinamo Kirov
Maillots
Le Dinamo Kirov (en russe : «Динамо» Киров) est un club de football russe fondé en 1923 et basé à Kirov.

## Histoire
Fondé en 1923, le club intègre le niveau professionnel brièvement lors de la saison 1937 puis de la saison 1957 jusqu'à la fin de l'ère soviétique.
Après la dissolution de l'Union soviétique, le club est intégré dans la nouvelle deuxième division russe en 1992, dont il est directement relégué. Après deux saisons en troisième division, le club est dissous en 1994.
Refondé en 1997, le club réintègre le football professionnel et la troisième division lors de la saison 1999. Il s'y maintient pendant dix-huit années consécutives jusqu'en 2017, date à laquelle le club annonce sa décision de se retirer volontairement de la compétition pour des raisons financières, ainsi que son intention d'intégrer la quatrième division pour la saison 2018.

## Bilan sportif

### Classements en championnat
La frise ci-dessous résume les classements successifs du club en championnat d'Union soviétique entre 1957 et 1991.
La frise ci-dessous résume les classements successifs du club en championnat de Russie.

### Bilan par saison
Légende
- Promotion en division supérieure
- Relégation en division inférieure

#### Période soviétique
| Saison    | Championnat       | Championnat       | Championnat       | Championnat       | Championnat       | Championnat       | Championnat       | Championnat       | Championnat       | Championnat       | Coupe d'URSS        |
| Saison    | Division          | Pos               | Pts               | J                 | V                 | N                 | D                 | BP                | BC                | Diff              | Coupe d'URSS        |
| --------- | ----------------- | ----------------- | ----------------- | ----------------- | ----------------- | ----------------- | ----------------- | ----------------- | ----------------- | ----------------- | ------------------- |
| 1937      | 5e                | 8e                | 18                | 10                | 2                 | 4                 | 4                 | 18                | 25                | -7                | Deuxième tour       |
| 1938      | Championnat local | Championnat local | Championnat local | Championnat local | Championnat local | Championnat local | Championnat local | Championnat local | Championnat local | Championnat local | Premier tour Q      |
| 1939-1956 | Championnat local | Championnat local | Championnat local | Championnat local | Championnat local | Championnat local | Championnat local | Championnat local | Championnat local | Championnat local | —                   |
| 1957      | 2e Zone 3         | 9e                | 28                | 30                | 12                | 4                 | 14                | 44                | 64                | -20               | Deuxième tour Q     |
| 1958      | 2e Zone 1         | 9e                | 30                | 30                | 13                | 4                 | 13                | 52                | 41                | +11               | Troisième tour Q    |
| 1959      | 2e Zone 1         | 2e                | 39                | 28                | 14                | 11                | 3                 | 47                | 17                | +30               | —                   |
| 1960      | 2e Russie 2       | 3e                | 38                | 28                | 18                | 2                 | 8                 | 49                | 30                | +19               | Seizièmes de finale |
| 1961      | 2e Russie 2       | 1er               | 32                | 24                | 14                | 4                 | 6                 | 46                | 28                | +18               | Deuxième tour Q     |
| 1962      | 2e Russie 4       | 5e                | 35                | 30                | 13                | 9                 | 8                 | 50                | 26                | +24               | Troisième tour Q    |
| 1963      | 3e Russie 4       | 1er               | 44                | 30                | 17                | 10                | 3                 | 56                | 26                | +30               | Quatrième tour Q    |
| 1964      | 3e Russie 2       | 10e               | 32                | 32                | 11                | 10                | 11                | 37                | 29                | +8                | Quatrième tour Q    |
| 1965      | 3e Russie 2       | 10e               | 38                | 36                | 13                | 12                | 11                | 35                | 25                | +10               | —                   |
| 1966      | 3e Russie 5       | 11e               | 31                | 32                | 11                | 9                 | 12                | 34                | 38                | -4                | Premier tour Q      |
| 1967      | 3e Russie 5       | 6e                | 42                | 36                | 18                | 6                 | 12                | 44                | 32                | +12               | Premier tour Q      |
| 1968      | 3e Russie 5       | 5e                | 45                | 38                | 16                | 13                | 9                 | 51                | 36                | +15               | Quatrième tour Q    |
| 1969      | 3e Russie 5       | 3e                | 40                | 32                | 16                | 8                 | 8                 | 55                | 31                | +24               | —                   |
| 1970      | 4e Russie 3       | 5e                | 42                | 34                | 18                | 6                 | 10                | 41                | 31                | +10               | —                   |
| 1971      | 3e Zone 4         | 16e               | 34                | 38                | 12                | 10                | 16                | 35                | 38                | -3                | —                   |
| 1972      | 3e Zone 2         | 14e               | 46                | 38                | 11                | 13                | 14                | 37                | 47                | -10               | —                   |
| 1973      | 3e Zone 5         | 16e               | 18                | 32                | 6                 | 10                | 16                | 27                | 48                | -21               | —                   |
| 1974      | 3e Zone 2         | 13e               | 35                | 40                | 12                | 11                | 17                | 34                | 39                | -5                | —                   |
| 1975      | 3e Zone 4         | 6e                | 35                | 32                | 10                | 15                | 7                 | 31                | 27                | +4                | —                   |
| 1976      | 3e Zone 4         | 17e               | 29                | 40                | 10                | 9                 | 21                | 36                | 58                | -22               | —                   |
| 1977      | 3e Zone 4         | 15e               | 38                | 42                | 16                | 6                 | 20                | 45                | 58                | -13               | —                   |
| 1978      | 3e Zone 4         | 17e               | 43                | 46                | 17                | 9                 | 20                | 64                | 65                | -1                | —                   |
| 1979      | 3e Zone 4         | 21e               | 31                | 46                | 12                | 7                 | 27                | 33                | 60                | -27               | —                   |
| 1980      | 3e Zone 2         | 3e                | 46                | 34                | 18                | 10                | 6                 | 51                | 26                | +25               | —                   |
| 1981      | 3e Zone 2         | 1er               | 50                | 32                | 22                | 6                 | 4                 | 62                | 24                | +38               | —                   |
| 1982      | 2e                | 15e               | 38                | 42                | 15                | 8                 | 19                | 45                | 57                | -12               | Phase de groupes    |
| 1983      | 2e                | 22e               | 21                | 42                | 5                 | 11                | 26                | 29                | 63                | -34               | Seizièmes de finale |
| 1984      | 3e Zone 2         | 12e               | 28                | 32                | 11                | 6                 | 15                | 38                | 38                | 0                 | Premier tour        |
| 1985      | 3e Zone 2         | 3e                | 36                | 28                | 15                | 6                 | 7                 | 41                | 28                | +13               | —                   |
| 1986      | 3e Zone 2         | 8e                | 30                | 32                | 9                 | 12                | 11                | 37                | 39                | -2                | —                   |
| 1987      | 3e Zone 2         | 9e                | 31                | 32                | 12                | 7                 | 13                | 34                | 31                | +3                | Premier tour        |
| 1988      | 3e Zone 2         | 10e               | 30                | 32                | 10                | 10                | 12                | 31                | 37                | -6                | —                   |
| 1989      | 3e Zone 2         | 10e               | 46                | 42                | 19                | 8                 | 15                | 50                | 40                | +10               | —                   |
| 1990      | 4e Zone 7         | 7e                | 37                | 32                | 15                | 7                 | 10                | 50                | 26                | +24               | —                   |
| 1991      | 4e Zone 7         | 7e                | 55                | 42                | 23                | 9                 | 10                | 67                | 33                | +44               | —                   |

#### Période russe
| Saison    | Championnat       | Championnat  | Championnat  | Championnat  | Championnat  | Championnat  | Championnat  | Championnat  | Championnat  | Championnat  | Coupe de Russie     |
| Saison    | Division          | Pos          | Pts          | J            | V            | N            | D            | BP           | BC           | Diff         | Coupe de Russie     |
| --------- | ----------------- | ------------ | ------------ | ------------ | ------------ | ------------ | ------------ | ------------ | ------------ | ------------ | ------------------- |
| 1992      | 2e Centre         | 18e          | 14           | 34           | 4            | 6            | 24           | 21           | 64           | -43          | —                   |
| 1993      | 3e Zone 6         | 3e           | 60           | 42           | 29           | 2            | 11           | 87           | 30           | +57          | 64es de finale      |
| 1994      | 3e Centre         | 14e          | 19           | 32           | 6            | 7            | 19           | 31           | 54           | -23          | 64es de finale      |
| 1994      | 3e Centre         | 14e          | 19           | 32           | 6            | 7            | 19           | 31           | 54           | -23          | 256es de finale     |
| 1995-1996 | Club inactif      | Club inactif | Club inactif | Club inactif | Club inactif | Club inactif | Club inactif | Club inactif | Club inactif | Club inactif | Club inactif        |
| 1997      | 4e Anneau d'or    | 6e           | 24           | 18           | 6            | 6            | 6            | 16           | 15           | +1           | —                   |
| 1998      | 4e Anneau d'or    | 1er          | 40           | 18           | 12           | 4            | 2            | 34           | 11           | +23          | —                   |
| 1999      | 3e Povoljié       | 16e          | 32           | 34           | 8            | 8            | 18           | 45           | 58           | -13          | —                   |
| 2000      | 3e Oural          | 13e          | 25           | 30           | 6            | 7            | 17           | 24           | 58           | -34          | 256es de finale     |
| 2001      | 3e Oural          | 9e           | 42           | 30           | 12           | 6            | 12           | 42           | 41           | +1           | 256es de finale     |
| 2002      | 3e Oural          | 8e           | 35           | 28           | 11           | 2            | 15           | 40           | 35           | +5           | 128es de finale     |
| 2003      | 3e Oural-Povoljié | 16e          | 34           | 38           | 9            | 7            | 22           | 27           | 61           | -34          | 256es de finale     |
| 2004      | 3e Oural-Povoljié | 8e           | 57           | 36           | 15           | 12           | 9            | 56           | 32           | +24          | 256es de finale     |
| 2005      | 3e Oural-Povoljié | 12e          | 42-6         | 36           | 13           | 9            | 14           | 40           | 45           | -5           | 256es de finale     |
| 2006      | 3e Oural-Povoljié | 3e           | 42           | 24           | 11           | 9            | 4            | 34           | 20           | +14          | 256es de finale     |
| 2007      | 3e Oural-Povoljié | 5e           | 39           | 26           | 12           | 3            | 11           | 38           | 40           | -2           | Seizièmes de finale |
| 2008      | 3e Oural-Povoljié | 15e          | 37           | 34           | 10           | 7            | 17           | 30           | 41           | -11          | 128es de finale     |
| 2009      | 3e Oural-Povoljié | 13e          | 23           | 30           | 6            | 5            | 19           | 32           | 72           | -40          | 128es de finale     |
| 2010      | 3e Oural-Povoljié | 13e          | 15           | 26           | 3            | 6            | 17           | 14           | 50           | -36          | 256es de finale     |
| 2011-2012 | 3e Oural-Povoljié | 13e          | 26           | 39           | 5            | 11           | 23           | 23           | 64           | -41          | 64es de finale      |
| 2011-2012 | 3e Oural-Povoljié | 13e          | 26           | 39           | 5            | 11           | 23           | 23           | 64           | -41          | 256es de finale     |
| 2012-2013 | 3e Oural-Povoljié | 11e          | 30           | 28           | 6            | 12           | 10           | 16           | 19           | -3           | 256es de finale     |
| 2013-2014 | 3e Oural-Povoljié | 10e          | 23           | 27           | 5            | 8            | 14           | 16           | 23           | -7           | 128es de finale     |
| 2014-2015 | 3e Oural-Povoljié | 10e          | 20           | 24           | 4            | 8            | 12           | 17           | 36           | -19          | 64es de finale      |
| 2015-2016 | 3e Oural-Povoljié | 10e          | 9            | 27           | 1            | 6            | 20           | 18           | 56           | -38          | 128es de finale     |
| 2016-2017 | 3e Oural-Povoljié | 9e           | 9            | 24           | 2            | 3            | 19           | 15           | 52           | -37          | 128es de finale     |
| 2016-2017 | 3e Oural-Povoljié | 9e           | 9            | 24           | 2            | 3            | 19           | 15           | 52           | -37          | 256es de finale     |
| 2018-2021 | Club inactif      | Club inactif | Club inactif | Club inactif | Club inactif | Club inactif | Club inactif | Club inactif | Club inactif | Club inactif | Club inactif        |
| 2022      | 4e Anneau d'or    | 1er          | 37           | 18           | 12           | 1            | 5            | 48           | 26           | +22          | —                   |
| 2023      | 4e Groupe 2       | 5e           | 29           | 17           | 9            | 2            | 6            | 27           | 19           | +8           | 64es de finale      |
| 2024      | 4e Groupe 4       | 1er          | 57           | 26           | 17           | 6            | 3            | 52           | 19           | +33          | 64es de finale      |